# Isla del Venado (Nicaragua)
Isla del Venado (inglés: Deer Island), es una isla de Nicaragua de 27,5 km², ubicada entre el Mar Caribe (al Este) y la Bahía de Bluefields (al Oeste), en la Región Autónoma de la Costa Caribe Sur una de las divisiones administrativas de ese país centroamericano, ubicada al sureste. Al noreste de la isla se encuentra la localidad nicaragüense de El Bluff, que además es un puerto y al sureste Cayo Guano y Cayo Pigeon. La isla actúa como una barrera que regula la entrada de las aguas del Caribe a la Bahía.